# Eugen Kumičić

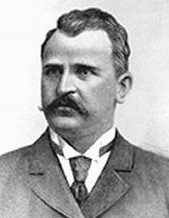
Eugen Kumičić

Eugen (Evgenij) Kumičić (* 11. Januar 1850 in Brsec, Istrien (seinerzeit Österreich-Ungarn); † 13. Mai 1904 in Zagreb) war ein kroatischer Lehrer, Politiker und Schriftsteller. Er gilt als Pionier des kroatischen Naturalismus.

## Leben und Werk
Nach Abschluss seines Philosophiestudiums aus Wien in seine Heimat zurückgekehrt, war Kumičić zunächst für etliche Jahre als Gymnasiallehrer in Split, Zadar und Zagreb tätig – unterbrochen von Studienaufenthalten in Paris und Venedig zwecks Erlernens des Französischen und Italienischen. Dem Aufenthalt in Frankreich verdankte er die Bekanntschaft mit der naturalistischen Literatur, federführend von Zola vertreten. Sie hatte sich der Gegenwart und dem keineswegs nur „schönen“ Alltag der kleinen Leute zugewandt. Kumičić gilt als der Autor, der diese Sichtweise, vor allem mit seinem Essay O romanu (Über den Roman) von 1883 und mit seinen Dramen Sestre (Schwestern) von 1890 und Obiteljska tajna (Das Familiengeheimnis) von 1891, in die kroatische Literatur eingeführt hat. Auch der Einfluss Turgenews in Kroatien soll auf ihn zurückgehen.
Um 1880 wurde Kumičić zugleich in der Zagreber literarischen Szene wie in der nationalistischen Politik seines Landes aktiv, das unter der Herrschaft Österreich-Ungarns stand. Er begrüßte die Ideen Ante Starčevićs und schloss sich dessen Partei des Rechts an, für die er Pressearbeit leistete und ab 1884 auch im Sabor, dem kroatischen Parlament, saß. Kumičić schrieb neben einigen Dramen und Essays zahlreiche Romane oder Erzählungen, die auch durchaus vielgelesen wurden – wahrscheinlich nicht zuletzt, weil sie trotz des „naturalistischen“ Einschlages dem Einfluss August Šenoas verhaftet waren und entsprechend „romantisierende Züge“ zeigten. In seinen letzten Lebensjahren verfasste Kumičić nur noch Historische Romane.